# Elecciones regionales del Piamonte de 2024
Las elecciones regionales del Piamonte de 2024 tuvieron lugar los dias 8 y 9 de junio de 2024, coincidiendo con las elecciones al Parlamento Europeo en Italia. La elección fue para elegir los 50 miembros del Consejo Regional del Piamonte, así como al Presidente de la Región, quien también es miembro del Consejo.
El presidente saliente, Alberto Cirio, apoyado por el centroderecha, fue reelecto para un segundo mandato, con el 56,13% de los votos. En segundo lugar quedó la candidata de centroizquierda, Gianna Pentenero (33,54%), seguida por la candidata del Movimiento 5 Estrellas, Sarah Disabato (7,68%).
Con una participación del 55,30%, éstas fueron las elecciones regionales del Piamonte con menor participación de la historia. Además, Cirio se convirtió en el primer presidente saliente en ser reelecto en las urnas desde Enzo Ghigo en el 2000.

## Antecedentes
En las Elecciones regionales del Piamonte de 2019, la coalición de centroderecha recuperó el control de la región después de que su candidato, Alberto Cirio de Forza Italia, derrotara al presidente en ejercicio de la coalición de centroizquierda, Sergio Chiamparino, del Partido Democrático. En un ranking de aprobación del verano de 2023 elaborado por Il Sole 24 Ore sobre los presidentes regionales de Italia, Cirio ocupó el sexto lugar. En enero de 2024, el Consejo Regional del Piamonte aprobó el decreto que fijó la fecha de las elecciones del Piamonte para el 9 de junio de 2024. Las elecciones en Piamonte son una de las cinco elecciones regionales de Italia de 2024 y se celebrarán el mismo día que las elecciones al Parlamento Europeo de 2024. El ascenso de Hermanos de Italia, que culminó con el partido liderando la coalición de centroderecha y la formación del gobierno Meloni después de las elecciones generales de Italia de 2022, causó división dentro de la coalición de centroderecha de cara a las elecciones regionales de Cerdeña de 2024, donde Hermanos de Italia obtuvo su candidato. Esto puso en duda las candidaturas de reelección de otros presidentes regionales de coaliciones de centroderecha, incluso en Piamonte. En marzo de 2024, Cirio fue confirmado como candidato de la coalición de centroderecha.
Entre la oposición nacional y regional, el Partido Democrático y el Movimiento 5 Estrellas estaban divididos sobre el candidato piamontés. En la región, ambos partidos habían estado históricamente divididos, en particular por la cuestión del Treno Alta Velocità (TAV). En febrero de 2024, la coalición de centroizquierda ganó por un estrecho margen en Cerdeña, derrotando a la coalición de centroderecha que estaba en el poder desde 2019. A pesar de una candidatura independiente de tendencia izquierdista, y aunque finalmente perdió, se mantuvo unido en las posteriores elecciones regionales de los Abruzos de 2024. La división dentro de la coalición de centroizquierda antes de las elecciones regionales de Basilicata de 2024 provocó aún más división en la coalición piamontesa. En Basilicata, Domenico Lacerenza, el candidato preferido del Movimiento 5 Estrellas en Basilicata, se vio obligado a retirar su candidatura, y aunque el Movimiento 5 Estrellas finalmente llegó a un acuerdo con la coalición de centroizquierda, Acción e Italia Viva se unieron a la coalición de centroderecha, una situación que podría repetirse en Piamonte; El líder de Acción, Carlo Calenda, dijo que no se tomó ninguna decisión sobre si apoyar o no a Cirio. Además, cuando el Partido Democrático, el mayor partido de la coalición de centroizquierda, anunció a Gianna Pentenero como su candidata en Piamonte, en lugar de la rumoreada candidatura de Chiara Gribaudo, una diputada del Partido Democrático que junto con Daniele Valle (miembro del Partido Democrático y vicepresidente de la minoría en el Consejo Regional de Piamonte) aceptaron la decisión, el Movimiento 5 Estrellas declaró que no la apoyarían, y anunció que presentarían su propio candidato. Una posible candidata es Chiara Appendino, exalcaldesa de Turín del Movimiento 5 Estrellas, aunque lo negaron tanto como parte de la coalición de centroizquierda como para ser candidata independiente.

## Ley electoral
Las elecciones regionales de 2024 fueron las primeras en las que se aprobó la ley electoral núm. 12 de 19 de julio de 2023, aprobada oficialmente el 7 de julio del mismo año, sustituyendo la ley anterior del 2009.

### Sistema electoral
El Consejo Regional del Piamonte está compuesto por 50 miembros, cuyos escaños se asignan según un sistema híbrido, en parte proporcional y en parte mayoritario, que se aplica, respectivamente, a las listas de circunscripción y regionales (art. 10). En ambos casos se aplica el principio de igualdad de género, según el cual ningún sexo puede estar representado en más del 60% de cada lista (art. 14). La ley prevé la votación en una sola vuelta, con votación de lista, es decir, la posibilidad de manifestar una preferencia dentro de la lista de la circunscripción, y votar por el candidato presidencial, en una sola papeleta (art. 24). Es válido votar por una lista y por un candidato presidencial que no estén relacionados entre sí ("voto dividido", art. 25). Además, es posible manifestar hasta dos preferencias dentro de una misma lista, siempre que se trate de dos candidatos de distinto sexo y, en el caso en que tengan el mismo apellido, se indiquen también claramente sus nombres, bajo pena de anulación de la segunda preferencia (art. 14).
El candidato que haya obtenido el mayor número de votos válidos para las listas regionales es proclamado Presidente de la Región; además, se reserva un escaño en el Consejo Regional para el candidato que quede en segundo lugar (art. 2). La ley también prevé una bonificación mayoritaria para la coalición ganadora, en la siguiente cantidad: al menos el 55% de los escaños en caso de victoria con un porcentaje de preferencias inferior al 45%; al menos el 60% de los escaños en caso de victoria con un porcentaje de preferencias entre el 45% y el 60%, extremos incluidos; y 64% de los escaños en caso de victoria con un porcentaje de preferencias superior al 60% (art. 11). La ley también prevé un umbral del 5% para las coaliciones y del 3% para las listas sin coalición (art. 13).

### Circunscripciones electorales

Mapa de las circunscripciones electorales al momento de la elección

Cada provincia del Piamonte constituye una circunscripción electoral. Por decreto del Presidente de la Región del 8 de abril de 2024, n. 12, se oficializó la distribución de escaños entre las ocho provincias; De los 50 escaños disponibles, 40 fueron asignados con un sistema proporcional a las listas de circunscripción, mientras que los 10 restantes fueron asignados con un sistema mayoritario, con base en las listas regionales asociadas a cada candidato presidencial.
| Circunscripción            | Población al 2021 | Cocientes enteros | Resto   | Escaños asignados |
| -------------------------- | ----------------- | ----------------- | ------- | ----------------- |
| Alessandria                | 407 264           | 3                 | 88 040  | 4                 |
| Asti                       | 208 286           | 1                 | 101 878 | 2                 |
| Biella                     | 170 027           | 1                 | 63 619  | 2                 |
| Cúneo                      | 580 155           | 5                 | 48 115  | 5                 |
| Novara                     | 361 916           | 3                 | 42 692  | 3                 |
| Turín                      | 2 208 370         | 20                | 80 210  | 21                |
| Verbano-Cusio-Ossola       | 154 249           | 1                 | 47 841  | 1                 |
| Vercelli                   | 166 083           | 1                 | 59 675  | 2                 |
| Piamonte                   | 4 256 350         | 35                | 532 070 | 40                |
| Cociente regional: 106 408 |                   |                   |         |                   |

## Presentación de las candidaturas

### Candidaturas aceptadas
- El 28 de febrero de 2024, tras las negociaciones internas y los resultados de las elecciones regionales de Cerdeña, la coalición de centroderecha anunció oficialmente la candidatura para un segundo mandato del presidente regional saliente, Alberto Cirio (FI),[37][38] ex vicealcalde de Alba, consejero provincial de Cúneo, asesor regional y eurodiputado.[39] Cirio fue apoyado por Forza Italia (con candidatos de UdC y PLI),[40] Hermanos de Italia, Liga, Nosotros Moderados[37][38] y por la lista cívica Cirio Presidente - Piamonte Moderado y Liberal (con candidatos de Moderados y Acción).[41][42]
- El 16 de marzo de 2024, tras el resultado de las negociaciones en la asamblea regional, el Partido Democrático (PD) anunció la candidatura de Gianna Pentenero, exalcaldesa de Casalborgone y asesora regional en las juntas de Mercedes Bresso (elegida en 2005) y Sergio Chiamparino (elegido en 2014), así como asesora de Políticas Laborales y de Seguridad del Ayuntamiento de Turín (en la junta de Stefano Lo Russo).[39][43][44] Pentenero fue apoyada por el PD,[43][44] Alianza Verdes e Izquierda (con candidatos de Posible e Izquierda Futura),[45] Estados Unidos de Europa (con candidatos de Italia Viva, Más Europa, PSI, LibDem, Radicales y L'Italia C'è),[46] y por las listas cívicas Piamonte Ambientalista y Solidario (con candidatos de DemoS, Alianza Verde y Cívica, Alianza de los Demócratas y Volt)[47] y Pentenero Presidente (con candidatos de la lista cívica Monviso y Torino Domani).[48]
- El 6 de abril de 2024, el Movimiento 5 Estrellas anunció la candidatura de Sarah Disabato, ex coordinadora regional del partido y consejera regional en la legislatura saliente.[49][50]
- El 25 de abril de 2024, Francesca Frediani, ex consejera regional en la legislatura saliente y exmiembro del M5S,[39][51] anunció su candidatura, cuya confirmación estaba sin embargo condicionada a la recogida de firmas necesarias para participar en las elecciones.[52] Frediani fue apoyada por una única lista, Piamonte Popular,[35][52] que incluía algunos partidos adherentes a la coalición Unión Popular en las elecciones generales de 2022, como Refundación Comunista, Poder al Pueblo, ManifestA e Izquierda Anticapitalista, así como un componente de representantes independientes de la sociedad civil.[52]
- El 30 de abril de 2024, la lista Libertad (que también se presentó a las elecciones europeas) oficializó la candidatura de Alberto Costanzo, abogado de Casale Monferrato. Costanzo fue apoyado por Sur llama Norte, Gran Norte, Movimiento por Italexit, El Pueblo de la Familia, Partido de los Pensionistas + Salud, Vida, Juntos Libres y Nosotros Pueblo Unido, comité del cual el propio abogado fue portavoz.[53]

### Candidaturas retiradas
- Durante la asamblea regional del PD, las diversas facciones internas presentaron inicialmente las candidaturas de Daniele Valle, vicepresidente del Consejo Regional, y de Chiara Gribaudo, diputada y vicepresidenta nacional del partido; Sin embargo, tras negociaciones, ambos se retiraron, en favor de la candidatura de Gianna Pentenero.[43][44]

## Partidos y candidatos
| Partido político o alianza | Partido político o alianza   | Listas constituyentes                                   | Listas constituyentes        | Resultados previos | Resultados previos | Candidato          | Candidato |
| Partido político o alianza | Partido político o alianza   | Listas constituyentes                                   | Listas constituyentes        | Votos (%)          | Escaños            | Candidato          | Candidato |
| -------------------------- | ---------------------------- | ------------------------------------------------------- | ---------------------------- | ------------------ | ------------------ | ------------------ | --------- |
|                            | Por el Piamonte              |                                                         | Liga Piamonte (Lega)         | 37,1               | 17                 | Alberto Cirio      |           |
|                            | Por el Piamonte              | Forza Italia – UDC – PLI (FI–UDC–PLI)                   | 9,2                          | 4                  |                    | Alberto Cirio      |           |
|                            | Por el Piamonte              | Hermanos de Italia (FdI)                                | 5,5                          | 2                  |                    | Alberto Cirio      |           |
|                            | Por el Piamonte              | Cirio Presidente (incl. M y Az)                         | —                            | —                  |                    | Alberto Cirio      |           |
|                            | Por el Piamonte              | Nosotros Moderados (NM)                                 | —                            | —                  |                    | Alberto Cirio      |           |
|                            | Gianna Pentenero Presidente  |                                                         | Partido Democrático (PD)     | 22,4               | 9                  | Gianna Pentenero   |           |
|                            | Gianna Pentenero Presidente  | Alianza Verdes e Izquierda (AVS) (incl. Pos y SF)       | 2,4                          | 1                  |                    | Gianna Pentenero   |           |
|                            | Gianna Pentenero Presidente  | Estados Unidos de Europa (SUE) (IV–+E–PSI) (incl. RI)   | 1,8                          | —                  |                    | Gianna Pentenero   |           |
|                            | Gianna Pentenero Presidente  | Piamonte Ambientalista y Solidario (incl. DemoS y Volt) | 0,8                          | —                  |                    | Gianna Pentenero   |           |
|                            | Gianna Pentenero Presidente  | Pentenero Presidente                                    | —                            | —                  |                    | Gianna Pentenero   |           |
|                            | Movimiento 5 Estrellas (M5S) | Movimiento 5 Estrellas (M5S)                            | Movimiento 5 Estrellas (M5S) | 13,6               | 5                  | Sarah Disabato     |           |
|                            | Piamonte Popular (PP)        | Piamonte Popular (PP)                                   | Piamonte Popular (PP)        | —                  | —                  | Francesca Frediani |           |
|                            | Libertad (L)                 | Libertad (L)                                            | Libertad (L)                 | —                  | —                  | Alberto Costanzo   |           |

## Campaña

### Programas electorales
El programa de la coalición de centroderecha que apoya a Alberto Cirio se llama Por nuestro Piamonte.
El programa de la coalición de centroizquierda que apoya a Gianna Pentenero se llama Directo al grano por el Piamonte.
El programa del Movimiento 5 Estrellas que apoya a Sarah Disabato se llama Todos los días por el Piamonte.
El programa de Piamonte Popular que apoya a Francesca Frediani se llama Piamonte Popular.

### Debates
El 28 de mayo de 2024 se realizó un debate entre los representantes de las 13 listas que se presentaron a las elecciones, organizado y transmitido por TGR Piemonte. Además, durante la campaña electoral se produjeron diversos enfrentamientos entre los cinco candidatos a la Presidencia de la Región.
| Fecha                                        | Lugar                                        | Organizador                                                            | Link                                         | Participantes | Participantes    | Participantes  | Participantes      | Participantes    |
| P Presente A Ausente invitado NI No invitado | P Presente A Ausente invitado NI No invitado | P Presente A Ausente invitado NI No invitado                           | P Presente A Ausente invitado NI No invitado | Alberto Cirio | Gianna Pentenero | Sarah Disabato | Francesca Frediani | Alberto Costanzo |
| -------------------------------------------- | -------------------------------------------- | ---------------------------------------------------------------------- | -------------------------------------------- | ------------- | ---------------- | -------------- | ------------------ | ---------------- |
| P Presente A Ausente invitado NI No invitado | P Presente A Ausente invitado NI No invitado | P Presente A Ausente invitado NI No invitado                           | P Presente A Ausente invitado NI No invitado |               |                  |                |                    |                  |
| 16 de mayo de 2024                           | Turín                                        | Confartigianato Imprese Piemonte, CNA Piemonte y CasArtigiani Piemonte | —                                            | P             | P                | P              | P                  | NI               |
| 18 de mayo de 2024                           | Turín                                        | La Stampa                                                              | lastampa.it                                  | P             | P                | P              | NI                 | NI               |
| 24 de mayo de 2024                           | Turín                                        | Foro del Tercer Sector en Piamonte                                     | —                                            | P             | P                | P              | P                  | NI               |
| 29 de mayo de 2024                           | Turín                                        | TGR Piemonte                                                           | RaiPlay                                      | P             | P                | P              | P                  | P                |
| 6 de junio de 2024                           | Turín                                        | TGR Piemonte                                                           | RaiPlay                                      | P             | P                | P              | P                  | P                |

### Candidaturas impugnadas
El 3 de junio de 2024, tras su implicación en una investigación por evasión fraudulenta de pagos de impuestos por parte de los fiscales de Asti y Turín, Marco Allegretti, inicialmente incluido en la lista del Movimiento 5 Estrellas, retiró su candidatura; sin embargo, su inscripción no fue cancelada, pues las listas ya habían sido depositadas y, por tanto, ya no podían modificarse.

## Encuestas de opinión

### Candidatos
Boca de urna (exit poll)
| Fecha                 | Encuestadora     | Muestra | Cirio | Pentenero | Disabato | Frediani | Costanzo | Otros | Dif.  |
| --------------------- | ---------------- | ------- | ----- | --------- | -------- | -------- | -------- | ----- | ----- |
| Fecha                 | Encuestadora     | Muestra |       |           |          |          |          | Otros | Dif.  |
| 9 Jun 2024            | Consorzio Opinio | —       | 50–54 | 34–38     | 7–9      | 1,5-3,5  | –        | 1,5   | 20–12 |
| 24 de mayo de 2024    | Piepoli          | 1.000   | 53,5  | 30,6      | 12,5     | —        | —        | 3,3   | 22,9  |
| 22 de mayo de 2024    | Noto             | 1.000   | 58,0  | 27,0      | 11,0     | —        | —        | 4,0   | 31,0  |
| 14-16 de mayo de 2024 | BiDiMedia        | 1.000   | 54,7  | 33,0      | 8,5      | 2,3      | 1,5      | —     | 21,7  |
| 20-24 Abr 2024        | BiDiMedia        | 1.000   | 56,0  | 34,1      | 8,8      | —        | —        | 1,1   | 21,9  |

### Partidos
| Fecha                 | Encuestadora | Muestra | Centroderecha | Centroderecha | Centroderecha | Centroderecha | Centroderecha | Centroizquierda | Centroizquierda | Centroizquierda | Centroizquierda | Centroizquierda | M5S  | UP  | Libertà | Otros | Dif. |
| Fecha                 | Encuestadora | Muestra | FdI           | Lega          | FI            | CP            | NM            | PD              | SUE             | AVS             | PP              | AeS             | M5S  | UP  | Libertà | Otros | Dif. |
| --------------------- | ------------ | ------- | ------------- | ------------- | ------------- | ------------- | ------------- | --------------- | --------------- | --------------- | --------------- | --------------- | ---- | --- | ------- | ----- | ---- |
| Fecha                 | Encuestadora | Muestra |               |               |               |               |               |                 |                 |                 |                 |                 |      |     |         | Otros | Dif. |
| 22 de mayo de 2024    | Noto         | 1.000   | 28,0          | 11,0          | 8,0           | 8,0           | 3,0           | 15,0            | 3,0             | 4,0             | 4,0             | 1,0             | 11,0 | 2,0 | 2,0     | —     | 13,0 |
| 14-16 de mayo de 2024 | BiDiMedia    | 1.000   | 27,1          | 12,0          | 9,2           | 5,2           | 1,1           | 21,0            | 5,1             | 3,9             | 1,7             | 1,0             | 8,3  | 2,3 | 1,5     | —     | 6,1  |
| 20-24 Abr 2024        | BiDiMedia    | 1.000   | 27,0          | 12,1          | 9,9           | 5,8           | 1,0           | 21,6            | 5,8             | 4,5             | 2,5             | 1,0             | 8,6  | —   | —       | 1,7   | 5,4  |

## Resultados
|                                                        |                                    |           |        |         |                                    |                        |           |        |         |
| Candidatos                                             | Candidatos                         | Votos     | %      | Escaños | Partidos                           | Partidos               | Votos     | %      | Escaños |
|                                                        | Alberto Cirio                      | 1.055.752 | 56,13  | 7       |                                    | Hermanos de Italia     | 403.954   | 24,43  | 11      |
|                                                        | Alberto Cirio                      | 1.055.752 | 56,13  | 7       | Cirio Presidente                   | 202.294                | 12,23     | 5      |         |
|                                                        | Alberto Cirio                      | 1.055.752 | 56,13  | 7       | Forza Italia – UDC – PLI           | 162.888                | 9,85      | 4      |         |
|                                                        | Alberto Cirio                      | 1.055.752 | 56,13  | 7       | Liga Piamonte                      | 155.522                | 9,40      | 4      |         |
|                                                        | Alberto Cirio                      | 1.055.752 | 56,13  | 7       | Nosotros Moderados                 | 11.441                 | 0,69      | –      |         |
| Total                                                  | Total                              | 1.055.752 | 56,13  | 7       | 936.098                            | 56,60                  | 24        |        |         |
|                                                        | Gianna Pentenero                   | 630.853   | 33,54  | 1       |                                    | Partido Democrático    | 395.710   | 23,93  | 12      |
|                                                        | Gianna Pentenero                   | 630.853   | 33,54  | 1       | Alianza Verdes e Izquierda         | 107.095                | 6,48      | 3      |         |
|                                                        | Gianna Pentenero                   | 630.853   | 33,54  | 1       | Estados Unidos de Eurpa            | 40.223                 | 2,43      | 1      |         |
|                                                        | Gianna Pentenero                   | 630.853   | 33,54  | 1       | Pentenero Presidente               | 24.835                 | 1,50      | –      |         |
|                                                        | Gianna Pentenero                   | 630.853   | 33,54  | 1       | Piamonte Ambientalista y Solidario | 14.536                 | 0,88      | –      |         |
| Total                                                  | Total                              | 630.853   | 33,54  | 1       | 582.399                            | 35,22                  | 16        |        |         |
|                                                        | Sarah Disabato                     | 144.420   | 7,68   | –       |                                    | Movimiento 5 Estrellas | 99.806    | 6,04   | 3       |
|                                                        | Francesca Frediani                 | 28.191    | 1,50   | –       |                                    | Piamonte Popular       | 19.377    | 1,17   | –       |
|                                                        | Alberto Costanzo                   | 21.565    | 1,15   | –       |                                    | Libertad               | 16.064    | 0,97   | –       |
|                                                        |                                    |           |        |         |                                    |                        |           |        |         |
| Votos válidos                                          | Votos válidos                      | 1.880.781 | 93,93  |         |                                    |                        |           |        |         |
| Votos en blanco                                        | Votos en blanco                    | 48.447    | 2,42   |         |                                    |                        |           |        |         |
| Votos nulos                                            | Votos nulos                        | 73.124    | 3,65   |         |                                    |                        |           |        |         |
| Total candidatos                                       | Total candidatos                   | 2.002.352 | 100,00 | 6       | Total partidos                     | Total partidos         | 1.653.744 | 100,00 | 43      |
| Votantes registrados/participación                     | Votantes registrados/participación | 3.621.101 | 55,30  |         |                                    |                        |           |        |         |
| Fuente: Ministerio del Interior – Elección en Piamonte |                                    |           |        |         |                                    |                        |           |        |         |

| \| Voto popular \| Voto popular \| Voto popular \| Voto popular \| Voto popular \| \| ------------ \| ------------ \| ------------ \| ------------ \| ------------ \| \| \| \| \| \| \| \| FdI \| FdI \| \| 24.43 % \| 24.43 % \| \| PD \| PD \| \| 23.93 % \| 23.93 % \| \| Cirio \| Cirio \| \| 12.23 % \| 12.23 % \| \| FI \| FI \| \| 9.85 % \| 9.85 % \| \| Lega \| Lega \| \| 9.40 % \| 9.40 % \| \| AVS \| AVS \| \| 6.48 % \| 6.48 % \| \| M5S \| M5S \| \| 6.04 % \| 6.04 % \| \| SUE \| SUE \| \| 2.43 % \| 2.43 % \| \| Pentenero \| Pentenero \| \| 1.50 % \| 1.50 % \| \| PP \| PP \| \| 1.17 % \| 1.17 % \| \| L \| L \| \| 0.97 % \| 0.97 % \| \| PAS \| PAS \| \| 0.88 % \| 0.88 % \| \| NM \| NM \| \| 0.69 % \| 0.69 % \| |           |  |         |         |
| Voto popular |           |  |         |         |
| |           |  |         |         |
| FdI | FdI       |  | 24.43 % | 24.43 % |
| PD | PD        |  | 23.93 % | 23.93 % |
| Cirio | Cirio     |  | 12.23 % | 12.23 % |
| FI | FI        |  | 9.85 %  | 9.85 %  |
| Lega | Lega      |  | 9.40 %  | 9.40 %  |
| AVS | AVS       |  | 6.48 %  | 6.48 %  |
| M5S | M5S       |  | 6.04 %  | 6.04 %  |
| SUE | SUE       |  | 2.43 %  | 2.43 %  |
| Pentenero | Pentenero |  | 1.50 %  | 1.50 %  |
| PP | PP        |  | 1.17 %  | 1.17 %  |
| L | L         |  | 0.97 %  | 0.97 %  |
| PAS | PAS       |  | 0.88 %  | 0.88 %  |
| NM | NM        |  | 0.69 %  | 0.69 %  |

| \| Presidente \| Presidente \| Presidente \| Presidente \| Presidente \| \| ---------- \| ---------- \| ---------- \| ---------- \| ---------- \| \| \| \| \| \| \| \| Cirio \| Cirio \| \| 56.13 % \| 56.13 % \| \| Pentenero \| Pentenero \| \| 33.54 % \| 33.54 % \| \| Disabato \| Disabato \| \| 7.68 % \| 7.68 % \| \| Frediani \| Frediani \| \| 1.50 % \| 1.50 % \| \| Costanzo \| Costanzo \| \| 1.15 % \| 1.15 % \| |           |  |         |         |
| Presidente |           |  |         |         |
| |           |  |         |         |
| Cirio | Cirio     |  | 56.13 % | 56.13 % |
| Pentenero | Pentenero |  | 33.54 % | 33.54 % |
| Disabato | Disabato  |  | 7.68 %  | 7.68 %  |
| Frediani | Frediani  |  | 1.50 %  | 1.50 %  |
| Costanzo | Costanzo  |  | 1.15 %  | 1.15 %  |

### Participación
| Región                                          | Hora     | Hora      | Hora      | Hora      |
| Región                                          | Sabado 8 | Domingo 9 | Domingo 9 | Domingo 9 |
| Región                                          | 23:00    | 12:00     | 19:00     | 23:00     |
| ----------------------------------------------- | -------- | --------- | --------- | --------- |
| Piamonte                                        | 17,51%   | 29,24%    | 47,55%    | 55,30%    |
| Provincia                                       | Hora     | Hora      | Hora      | Hora      |
| Provincia                                       | Sabado 8 | Domingo 9 | Domingo 9 | Domingo 9 |
| Provincia                                       | 23:00    | 12:00     | 19:00     | 23:00     |
| Alessandria                                     | 16,97%   | 29,39%    | 46,19%    | 53,66%    |
| Asti                                            | 16,43%   | 29,07%    | 47,17%    | 55,63%    |
| Biella                                          | 19,65%   | 33,74%    | 52,32%    | 58,14%    |
| Cúneo                                           | 18,56%   | 31,53%    | 49,95%    | 58,87%    |
| Novara                                          | 17,90%   | 30,38%    | 49,96%    | 57,12%    |
| Turín                                           | 17,33%   | 28,02%    | 46,37%    | 54,27%    |
| Verbano-Cusio-Ossola                            | 15,63%   | 28,52%    | 46,75%    | 52,76%    |
| Vercelli                                        | 17,55%   | 30,46%    | 49,02%    | 55,49%    |
| Fuente: Ministerio del Interior – Participación |          |           |           |           |

### Consejeros electos
| Circunscripción       | Partido | Partido | Consejero                           | Votos  |
| --------------------- | ------- | ------- | ----------------------------------- | ------ |
| Piamonte (en general) |         | FI      | Alberto Cirio                       | —      |
| Piamonte (en general) |         | PD      | Gianna Pentenero                    | —      |
| Piamonte (en general) |         | FdI     | Elena Chiorino                      | —      |
| Piamonte (en general) |         | Lega    | Fabio Carosso                       | —      |
| Piamonte (en general) |         | FI      | Annalisa Beccaria                   | —      |
| Piamonte (en general) |         | FdI     | Maurizio Raffaello Vincenzo Marrone | —      |
| Piamonte (en general) |         | Lega    | Gianna Gancia                       | —      |
| Piamonte (en general) |         | FI      | Marco Gabusi                        | —      |
| Alessandria           |         | FdI     | Francesco Riboldi                   | 10.699 |
| Alessandria           |         | PD      | Domenico Ravetti                    | 5.276  |
| Alessandria           |         | Lega    | Enrico Bussalino                    | 4.348  |
| Alessandria           |         | M5S     | Pasquale Coluccio                   | 267    |
| Asti                  |         | FdI     | Sergio Ebarnabo                     | 1.383  |
| Asti                  |         | FI      | Debora Biglia                       | 1.112  |
| Asti                  |         | PD      | Fabio Isnardi                       | 2.524  |
| Biella                |         | FdI     | Davide Eugenio Zappalà              | 2.032  |
| Biella                |         | PD      | Emanuela Verzella                   | 1.675  |
| Biella                |         | Cirio   | Elena Rocchi                        | 894    |
| Cúneo                 |         | Cirio   | Marco Gallo                         | 8.347  |
| Cúneo                 |         | FdI     | Paolo Bongiovanni                   | 5.696  |
| Cúneo                 |         | PD      | Mauro Calderoni                     | 7.600  |
| Cúneo                 |         | Lega    | Luigi Genesio Icardi                | 3.272  |
| Cúneo                 |         | FI      | Francesco Graglia                   | 6.956  |
| Cúneo                 |         | AVS     | Giulia Marro                        | 6.956  |
| Novara                |         | FdI     | Marina Chiarelli                    | 6.856  |
| Novara                |         | PD      | Domenico Rossi                      | 6.985  |

| Circunscripción      | Partido | Partido | Consejero                | Votos  |
| -------------------- | ------- | ------- | ------------------------ | ------ |
| Turín                |         | PD      | Mauro Salizzoni          | 15.956 |
| Turín                |         | PD      | Monica Canalis           | 10.043 |
| Turín                |         | PD      | Daniele Valle            | 9.575  |
| Turín                |         | PD      | Alberto Avetta           | 6.509  |
| Turín                |         | PD      | Nadia Conticelli         | 6.480  |
| Turín                |         | PD      | Francesco Casciano       | 6.373  |
| Turín                |         | FdI     | Davide Nicco             | 4.320  |
| Turín                |         | FdI     | Roberto Ravello          | 4.137  |
| Turín                |         | FdI     | Marina Bordese           | 2.959  |
| Turín                |         | FdI     | Paola Antonetto          | 2.695  |
| Turín                |         | FdI     | Alessandra Binzoni       | 2.604  |
| Turín                |         | Cirio   | Silvio Magliano          | 5.074  |
| Turín                |         | Cirio   | Sergio Bartoli           | 2.917  |
| Turín                |         | Cirio   | Mario Salvatore Castello | 2.560  |
| Turín                |         | FI      | Andrea Tronzano          | 7.505  |
| Turín                |         | FI      | Paolo Ruzzola            | 4.415  |
| Turín                |         | AVS     | Alice Ravinale           | 8.272  |
| Turín                |         | AVS     | Valentina Cera           | 3.163  |
| Turín                |         | M5S     | Sarah Disabato           | 4.975  |
| Turín                |         | M5S     | Alberto Unia             | 931    |
| Turín                |         | Lega    | Fabrizio Ricca           | 3.602  |
| Turín                |         | Lega    | Andrea Cerutti           | 3.365  |
| Turín                |         | SUE     | Vittoria Nallo           | 1.145  |
| Verbano-Cusio-Ossola |         | N/A     | ninguno                  | —      |
| Vercelli             |         | FdI     | Carlo Riva Vercellotti   | 4.154  |
| Vercelli             |         | PD      | Simona Paonessa          | 1.386  |

1. ↑  Como Presidente de la Región.
2. ↑  Como segunda candidata más votada a la Presidencia de la Región.
3. 1 2 3 4 5 6  Como parte de la lista más votada a la Presidencia de la Región.
4. ↑  Miembro de Acción.
5. ↑  Miembro de Posible.
6. ↑  Miembro de Moderados.
7. ↑  Miembro de Italia Viva.

## Consecuencias
El 22 de julio de 2024, durante la primera sesión del Consejo Regional, Davide Nicco (FdI) fue elegido Presidente del Consejo Regional. La Junta Cirio II está compuesto por el presidente Alberto Cirio (FI), 5 asesores de Hermanos de Italia (FdI) (incluido el vicepresidente), 2 de la Liga (Lega), 2 de Forza Italia (FI) y 2 de la lista Cirio Presidente (uno de los cuales pertenece a Acción).